# ストックホルム国際博覧会 (1949年)
1949年のストックホルム国際博覧会（ストックホルムこくさいはくらんかい, Universal Sport Exhibition, Stockholm Expo 1949）は、1949年7月27日から8月13日までスウェーデンのストックホルムで開催された国際博覧会（特別博）である。
テーマは「The sports in the world」。37ヶ国が参加した。